# Запасное (Челябинская область)
Запасно́е — посёлок железнодорожной станции в Карталинском районе Челябинской области России. Входит в Еленинское сельское поселение.

## География
Через посёлок протекает река Карталы-Аят. Расстояние до районного центра города Карталы 90 км.

## Население
| 2002 | 2010 |
| ---- | ---- |
| 355  | ↘282 |

По данным Всероссийской переписи, в 2010 году численность населения посёлка составляла 282 человека (132 мужчины и 150 женщин).

## Улицы
Уличная сеть посёлка состоит из 6 улиц.

## Транспорт
В посёлке расположена одноимённая железнодорожная станция Южно-Уральской железной дороги.